# Renée Sándor
Renée Sándor (* 8. Juli 1899 in Budapest; † 29. August 1977 ebenda) war eine ungarische Pianistin.

## Leben
Sándors Brüder waren der Pianist Árpád Sándor und der Geiger und Dirigent Frigyes Sándor. Sie studierte an der Budapester Musikakademie bei Ernst von Dohnányi und Sándor Kovács. 1922 ging sie mit ihrem Bruder Árpád nach Deutschland. Kammermusikalisch trat sie mit Vilmos Tátrai und dessen Quartett in Erscheinung. Sie spielte u. a. Mendelssohn und Bartók sowie die barocken und Wiener Meister. Gemeinsam mit Elsa Schiller brachte sie 1920 in Budapest Dohnányis Kadenzn zu W. A. Mozarts Klavierkonzert Es dur für zwei Klaviere zur Uraufführung. Bis 1945 lehrte sie an der Goldmark-Musikschule, ab 1949 am Béla-Bartók-Konservatorium. Von 1951 bis 1954 war sie Dozentin an der Franz-Liszt-Musikakademie in Budapest. 1969 wurde sie mit dem Liszt-Preis ausgezeichnet.

## LP
- Nagy Magyar Előadóművészek / Great Hungarian Performers (Hungaroton 1972) – Joseph Haydn und Wolfgang Amadeus Mozart